# Ucciani
Ucciani es una comuna y población de Francia, en la región de Córcega, departamento de Córcega del Sur.
Su población en el censo de 1999 era de 310 habitantes.

## Demografía
| 307 | 393 | 324 | 285 | 310 | 389 |
| Para los censos de 1962 a 1999 la población legal corresponde a la población sin duplicidades (Fuente: INSEE [Consultar]) |     |     |     |     |     |

- Datos: Q253949
- Multimedia: Ucciani / Q253949

1. ↑  Worldpostalcodes.org, código postal n.º 20133.
2. ↑  INSEE, Datos de población para el año 2012 de Ucciani (en francés).